# Saulnois
Pour les articles homonymes, voir Saulnois (homonymie).
Le Saulnois, ou pays du sel (Salzgau en allemand), est une région naturelle rurale du sud de la Moselle dont une petite partie — au sens territorial — se situe en Meurthe-et-Moselle. Si au XXIe siècle les limites du pays du Saulnois tendent à se confondre avec celles de l’arrondissement de Château-Salins, c’est historiquement une zone du sud du département de la Moselle, correspondant à la vallée de la Haute-Seille, où l’on extrayait du sel. Elle ne correspondait donc que partiellement à l’arrondissement, puisqu’il faudrait en exclure le canton d’Albestroff et y ajouter quelques communes des environs de Morhange.

## Géographie
Situé aux confins du Bassin parisien, le sous-sol est composé de marnes et de grès. Le différentiel d’érosion entre ces deux roches a provoqué un relief en cuestas avec des dénivelés de l’ordre de la centaine de mètres d’altitude.
Jusqu’aux travaux de canalisation de la Seille, les crues étaient régulières et la région très marécageuse.
Le Saulnois est jouxté à l’ouest par le Pays messin, à l’est par le Pays des étangs et au sud par la vallée du Sânon où le sel a également été exploité.

## Histoire
Le Saulnois doit son nom à l’exploitation du sel qui y était autrefois pratiquée. Le briquetage de la Seille est un témoignage de l’extraction au Ier millénaire av. J.-C. La première attestation écrite du « Salinensis Paganus » (Pays du Saulnois) date de 661.
Les plus anciennes salines du Saulnois se situent dans le bassin de la Seille et de la Petite Seille.
Dans l’ordre chronologique de leur création :
- celle de Marsal existait au début du VIIIe siècle ; elle fut abandonnée en 1699 ; sa source salée fut comblée en 1708 ;
- celle de Salonnes déjà en activité lorsque Charlemagne y fonda le prieuré dépendant de l’abbaye de Saint-Denis ;
- Dieuze qui appartenait en 803 à l’abbaye Saint-Maximim de Trèves ;
- Moyenvic déjà exploitée en 836 et qui appartenait aux chanoines de Saint-Gengoult de Toul en 1063 ;
- Château-Salins construite vers 1340 par Elisabeth d’Autriche, duchesse douairière de Lorraine ;
- Vic-sur-Seille où les deux fils du comte Folmar de Lunéville avaient accordé en 1053 une chaudière et deux places leur appartenant dans la saline à l’abbaye de Saint-Rémy à Lunéville ;
- celle de Saléaux ou Salées-Eaux entre Lezey et Ley ; établie pour améliorer la salinité des eaux de la saline de Rosières-aux-Salines. La fabrication du sel à Rosières est suspendue en 1752 et la saline de Lezey fermée en 1760 puis remise en activité en 1844 sous le nom de son propriétaire : la saline Cabocel[2].

Au cours du Moyen Âge on a également exploité des salines à Amelécourt, Bride, Lindre-Basse et Morhange.
De cette concentration de salines ne subsiste que celle de Dieuze.
Les évêques de Metz y possédaient un vaste domaine temporel dont la ville de Vic-sur-Seille tenait lieu de résidence principale et où ils se retirèrent quand l’administration de la ville de Metz tomba aux mains de la bourgeoisie (1234).

## Personnalités liées au territoire
Religion
- Wolfgang Mäuslin dit "Musculus" (1497-1563), théologien réformateur lorrain, né à Dieuze ;
- Alphonse de Rambervillers (1560-1633), poète mystique lorrain, juriste à Vic-sur-Seille ;
- François de Lorraine (1599-1672), évêque de Verdun, décédé à Dieuze ;
- Henri Grégoire (1757-1831), ecclésiastique et homme politique français, vicaire à Château-Salins ;

Arts
- Georges de La Tour (1593-1652), peintre lorrain né à Vic-sur-Seille (Musée à son nom dans la ville)
- Edmond About (1828-1885), écrivain et académicien français, né à Dieuze ;
- Gustave Charpentier (1860-1956), compositeur et académicien français, né à Dieuze ;
- Émile Friant (1863-1932), peintre et académicien français, né à Dieuze ;
- Arthur Arnould (1833-1895), écrivain français et communard, né à Dieuze ;
- Wayne Sleeth (né en 1966), peintre britannique en résidence à Château-Salins ;

Science et économie
- Charles Hermite (1822-1901), mathématicien français, né à Dieuze ;
- Victor Lemoine (1823-1911), horticulteur français, né à Delme ;
- Arsène Darmesteter (1846-1888), philologue français, né à Château-Salins ;
- James Darmesteter  (1849-1894), linguiste français, né à Château-Salins ;
- Élie Fleur (1864-1957), historien et folkloriste français, né à Morville-sur-Nied ;
- Else von Richthofen (1874-1973), sociologue allemande, née à Château-Salins ;
- Lucien Rouzet (1886-1948), physicien français, né à Dieuze ;
- Charles-Edmond Perrin (1887-1974), médiéviste et académicien français, né à Château-Salins ;
- Hermann Richter (1903-1982), expert financier allemand, né à Dieuze ;
- Dieter Schuh (1942-), tibétologue allemand, né à Delme ;

Diplomatie et politique
- Charles-Louis de Ficquelmont (1777-1857), ambassadeur, puis ministre-président de l’empire d’Autriche, né à Dieuze ;
- Adolphe Fourier de Bacourt (1801-1865), diplomate français, comte de Bacourt ;

Armée
- Louis-Gabriel de Gomer (1718-1798), officier français, inventeur, décédé à Dieuze ;
- Joseph Matenot (1750-1794), officier français, né à Delme ;
- Richard von Bothmer (1890-1945), officier allemand, né à Dieuze ;
- Friedrich Weber (1892-1974), officier allemand, né à Château-Salins ;
- Ernst Becht (1895-1959), officier allemand, né à Dieuze ;
- Burkhart Müller-Hillebrand (1904-1987), officier allemand, né à Dieuze ;

Sport
- Philippe Gaillot (1965-), footballeur français, né à Château-Salins.